# Triumfetta sericata
Triumfetta sericata är en malvaväxtart som beskrevs av Lay.. Triumfetta sericata ingår i släktet triumfettor, och familjen malvaväxter. Inga underarter finns listade i Catalogue of Life.